# 1924년 전국체육대회
1924년 전국체육대회는 1924년 5월 16일부터 11월 2일까지 일제강점기 조선 경성부에서 개최된 전국체육대회이다. 1924년에 개최된 제5회 전조선야구대회, 제1회 전조선육상경기대회, 제4회 전조선정구대회, 제5회 전조선축구대회를 1924년 전국체육대회의 일부로 인정하고 있다. 제5회 전조선야구대회가 1924년 5월 16일 배재고등보통학교 운동장에서 개최되면서 1924년 전국체육대회가 시작되었다. 1924년 6월 14일에 제1회 전조선육상대회가 개최되며 육상 종목이 진행되었고, 1924년 9월 22일에 제4회 전조선정구대회가 개최되며 정구 종목이 진행되었으며, 1924년 10월 30일에 제5회 전조선축구대회가 개최되며 축구 종목이 진행되었다.

## 경기 종목

### 야구
야구 종목은 제5회 전조선야구대회로 진행되었다. 제5회 전조선야구대회는 1924년 5월 16일부터 5월 17일까지 배재고등보통학교 운동장에서 진행되었다. 이번 대회부터 신설된 소학부 종목에서는 3개 선수단이 참가하여 인천공립보통학교가 결승에서 협성보통학교를 상대로 10:7로 이기며 우승을 차지했고, 중학부 종목에서는 3개 선수단이 참가하여 배재고등보통학교가 휘문고등보통학교를 22:2로 이기며 우승을 차지했고, 청년부 종목에서는 4개 선수단이 참가하여 대구청년단이 조선야구단을 10:3으로 이기며 우승을 차지했다.

### 육상
육상 종목은 제1회 전조선육상경기대회로 진행되었다. 제1회 전조선육상경기대회는 1924년 6월 14일부터 6월 15일까지 휘문고등보통학교 운동장에서 진행되었다. 1923년에 조선체육회는 제4회 정기총회를 통해 모든 종목의 기초가 되는 육상 경기를 장려의 필요성을 인식하고 1923년 7월 4일 이사회를 통해 전조선육상경기대회 개최를 위한 연구와 실행위원을 위촉했다. 조선체육회는 전조선육상경기대회 개최를 위해 휘문고등보통학교의 소유주인 민영휘가 계동궁의 절반을 사서 마련한 휘문고등보통학교 운동장을 경기장으로 사용하기로 했다. 근대식 육상 경기 진행을 위해 영국에서 유학한 서병희가 휘문고등보통학교에 육상 경기 트랙을 설계하여 경기장 가운데에 100m 직선 코스를 만들고 한 바퀴가 333m인 트랙을 만들었다. 또한 그 동안 마련한 기금으로 육상 경기에 필요한 허들 등의 기구를 사서 마련했다.
제1회 전조선육상경기대회는 18개 세부 종목으로 진행되었으며, 여러 지역에서 온 학생과 성인 400여 명이 참가했다. 또한 아마추어 정신에 위배되지 않도록 평상시 다리 힘을 쓰는 직업에 종사하는 사람에 대해 참가자격을 제한하는 규정을 만들었다.

### 정구
정구 종목은 제4회 전조선정구대회로 진행되었다. 제4회 전조선정구대회는 1924년 9월 22일부터 9월 25일까지 휘문고등보통학교 운동장에서 개최되었다. 소학부 종목에서는 4개 선수단이 참가하여 선천공립보통학교가 결승에서 매동공립보통학교를 4:0으로 이기며 작년에 이어 또다시 우승을 차지했다. 중학부 종목에서는 9개 선수단이 참가하여 송도고등보통학교가 보성고등보통학교를 결승에서 3:1로 이기며 우승을 차지했고, 11개 선수단이 참가한 청년부 종목에서는 태양구락부가 금강단을 결승에서 3:0으로 이기며 우승했다.

### 줄다리기
줄다리기 종목은 제1회 전조선육상경기대회의 일부로서 1924년 6월 14일에 휘문고등보통학교 운동장에서 개최되었다. 중앙고등보통학교 줄다리기단이 결승에서 보성고등보통학교 줄다리기단을 이기며 우승을 차지했다.

### 축구
축구 종목은 제5회 전조선축구대회로 진행되었다. 1924년 10월 30일부터 11월 2일까지 휘문고등보통학교 운동장에서 개최되었다. 그 동안 인력이 부족하여 선심을 학생들에게 맡겼던 부분을 이 대회부터 개선하여 심판이 선심을 맡아 진행되었고, 1등 1명에게 10원, 2등 5명에게 5원씩, 3등 3명에게 각각 동아일보 3개월 무료 구독권을 내걸고 우승 선수단을 알아맞히는 투표하는 행사도 진행했다.
소학부 종목에서는 5개 선수단이 참가하여 광성보통학교가 결승에서 영흥공립보통학교를 4:0으로 이기며 우승을 차지했고, 12개 선수단이 참가한 중학부 종목에서는 배재고등보통학교가 결승에서 평양고등보통학교를 3:0으로 이기며 우승했고, 청년부 종목에서는 5개 선수단이 참가하여 건강구락부가 수양구락부를 결승에서 6:3으로 이기며 우승을 차지했다.

## 경기장
| 종목     | 경기장                  | 도시 | 부문   | 세부 종목 | 비고 |
| -------- | ----------------------- | ---- | ------ | --------- | ---- |
| 야구     | 배재고등보통학교 운동장 | 경성 | 전부문 | 남자      |      |
| 육상     | 휘문고등보통학교 운동장 | 경성 | 전부문 | 전종목    |      |
| 정구     | 휘문고등보통학교 운동장 | 경성 | 전부문 | 남자 단체 |      |
| 줄다리기 | 휘문고등보통학교 운동장 | 경성 | 중학부 | 남자      |      |
| 축구     | 배재고등보통학교 운동장 | 경성 | 전부문 | 남자      |      |
| 축구     | 휘문고등보통학교 운동장 | 경성 | 청년부 | 남자      |      |

## 선수단
| 선수단   | 선수 | 임원 | 야구 | 야구 | 야구 | 육상 | 정구 | 정구 | 정구 | 줄다리기 | 축구 | 축구 | 축구 | 비고 |
| 선수단   | 선수 | 임원 | 청년 | 중학 | 소학 | 청년 | 청년 | 중학 | 소학 | 중학     | 청년 | 중학 | 소학 | 비고 |
| -------- | ---- | ---- | ---- | ---- | ---- | ---- | ---- | ---- | ---- | -------- | ---- | ---- | ---- | ---- |
| 경기도   |      |      | •    | •    | •    | •    | •    | •    | •    | •        | •    | •    | •    |      |
| 경상남도 |      |      |      |      |      | •    |      |      |      |          |      |      |      |      |
| 경상북도 |      |      | •    |      |      |      |      |      |      |          |      |      |      |      |
| 전라남도 |      |      |      |      |      |      | •    |      |      |          |      |      |      |      |
| 전라북도 |      |      |      |      |      |      | •    |      |      |          |      | •    |      |      |
| 평안남도 |      |      |      |      |      | •    |      | •    |      |          | •    | •    | •    |      |
| 평안북도 |      |      |      |      |      | •    |      |      | •    |          |      | •    |      |      |
| 함경남도 |      |      |      |      |      |      | •    | •    |      |          |      | •    | •    |      |
| 계       |      |      | 2    | 1    | 1    | 4    | 4    | 3    | 2    | 1        | 2    | 5    | 3    |      |
| 계       | 2    | 2    | 2    | 4    | 6    | 6    | 6    | 1    | 5    | 5        | 5    |      |      |      |

## 대회 일정
|  | 개막식 |  | 종목 경기 |  | 결선 경기 |  | 폐막식 |

| 1924년          | 1924년          | 5월  | 5월  | 6월  | 6월  | 9월  | 9월  | 9월  | 9월  | 10월 | 10월 | 11월 | 11월 | 종목 합계 | 종목 합계 |
| 1924년          | 1924년          | 16일 | 17일 | 14일 | 16일 | 22일 | 23일 | 24일 | 25일 | 30일 | 31일 | 1일  | 2일  | 종목 합계 | 종목 합계 |
| --------------- | --------------- | ---- | ---- | ---- | ---- | ---- | ---- | ---- | ---- | ---- | ---- | ---- | ---- | --------- | --------- |
| 개막식 / 폐막식 | 개막식 / 폐막식 | •    | •    | •    | •    | •    |      |      | •    | •    |      |      | •    |           |           |
| 야구            | 청년부          |      | 1    |      |      |      |      |      |      |      |      |      |      | 1         | 3         |
| 야구            | 중학부          |      | 1    |      |      |      |      |      |      |      |      |      |      | 1         | 3         |
| 야구            | 소학부          |      | 1    |      |      |      |      |      |      |      |      |      |      | 1         | 3         |
| 육상            | 청년부          |      |      |      | 18   |      |      |      |      |      |      |      |      | 18        | 18        |
| 정구            | 청년부          |      |      |      |      |      |      |      | 1    |      |      |      |      | 1         | 3         |
| 정구            | 중학부          |      |      |      |      |      |      |      | 1    |      |      |      |      | 1         | 3         |
| 정구            | 소학부          |      |      |      |      |      |      |      | 1    |      |      |      |      | 1         | 3         |
| 줄다리기        | 중학부          |      |      |      | 1    |      |      |      |      |      |      |      |      | 1         | 1         |
| 축구            | 청년부          |      |      |      |      |      |      |      |      |      |      |      | 1    | 1         | 3         |
| 축구            | 중학부          |      |      |      |      |      |      |      |      |      |      | 1    |      | 1         | 3         |
| 축구            | 소학부          |      |      |      |      |      |      |      |      |      |      | 1    |      | 1         | 3         |
| 일일 합계       | 일일 합계       | 0    | 3    | 0    | 19   | 0    | 0    | 0    | 3    | 0    | 0    | 2    | 1    | 총계      | 총계      |
| 누적 합계       | 누적 합계       | 0    | 3    | 3    | 22   | 22   | 22   | 22   | 25   | 25   | 25   | 27   | 28   | 28        | 28        |

## 메달 집계

### 최종 순위
| 순위 | 선수단   | 금메달 | 은메달 | 동메달 | 메달 합계 |
| ---- | -------- | ------ | ------ | ------ | --------- |
| 1    | 경기도   | 21     | 24     | 27     | 72        |
| -    | 무소속   | 2      | 2      | 6      | 10        |
| 2    | 평안남도 | 2      | 1      | 1      | 4         |
| 3    | 경상남도 | 1      | 0      | 0      | 1         |
| 3    | 경상북도 | 1      | 0      | 0      | 1         |
| 3    | 평안북도 | 1      | 0      | 0      | 1         |
| 6    | 함경남도 | 0      | 1      | 0      | 1         |
| 7    | 전라남도 | 0      | 0      | 2      | 2         |
| 8    | 전라북도 | 0      | 0      | 0      | 0         |
| 합계 | 합계     | 28     | 28     | 36     | 92        |

### 청년부 메달 집계
| 순위 | 선수단   | 금메달 | 은메달 | 동메달 | 메달 합계 |
| ---- | -------- | ------ | ------ | ------ | --------- |
| 1    | 경기도   | 16     | 19     | 16     | 51        |
| -    | 무소속   | 2      | 2      | 6      | 10        |
| 2    | 경상남도 | 1      | 0      | 0      | 1         |
| 2    | 경상북도 | 1      | 0      | 0      | 1         |
| 2    | 평안남도 | 1      | 0      | 0      | 1         |
| 5    | 전라남도 | 0      | 0      | 2      | 2         |
| 6    | 전라북도 | 0      | 0      | 0      | 0         |
| 6    | 평안북도 | 0      | 0      | 0      | 0         |
| 6    | 함경남도 | 0      | 0      | 0      | 0         |
| 합계 | 합계     | 21     | 21     | 24     | 66        |

### 중학부 메달 집계
| 순위 | 선수단   | 금메달 | 은메달 | 동메달 | 메달 합계 |
| ---- | -------- | ------ | ------ | ------ | --------- |
| 1    | 경기도   | 4      | 3      | 6      | 13        |
| 2    | 평안남도 | 0      | 1      | 1      | 2         |
| 3    | 전라북도 | 0      | 0      | 0      | 0         |
| 3    | 평안북도 | 0      | 0      | 0      | 0         |
| 3    | 함경남도 | 0      | 0      | 0      | 0         |
| 합계 | 합계     | 4      | 4      | 7      | 15        |

### 소학부 메달 집계
| 순위 | 선수단   | 금메달 | 은메달 | 동메달 | 메달 합계 |
| ---- | -------- | ------ | ------ | ------ | --------- |
| 1    | 경기도   | 1      | 2      | 5      | 8         |
| 2    | 평안남도 | 1      | 0      | 0      | 1         |
| 2    | 평안북도 | 1      | 0      | 0      | 1         |
| 4    | 함경남도 | 0      | 1      | 0      | 1         |
| 합계 | 합계     | 3      | 3      | 5      | 11        |

## 참고 문헌
- “대한체육회 국내종합경기대회”. 대한체육회.
- 《대한체육회 50년》. 대한체육회. 1970. 2020년 11월 8일에 원본 문서에서 보존된 문서. 2022년 11월 5일에 확인함.
- 《대한체육회 70년사》. 대한체육회. 1990. 2020년 11월 8일에 원본 문서에서 보존된 문서. 2022년 11월 5일에 확인함.
- 《대한체육회 90년사》. 대한체육회. 2011. 2020년 11월 8일에 원본 문서에서 보존된 문서. 2022년 11월 5일에 확인함.
- 대한체육회 100주년 기념사업부 (2020). 《대한민국 체육 100년》. 대한체육회.
- 《대한민국 체육 100년 Ⅰ 통사 (민족과 함께 한 대한민국 체육 100년)》. 대한체육회. 2020.
- 《대한민국 체육 100년 Ⅱ 민족의 구심체, 조선체육회 (1920~1945)》. 대한체육회. 2020.
- 《대한민국 체육 100년 Ⅲ 세계를 향한 도전 (1945~1980)》. 대한체육회. 2020.
- 《대한민국 체육 100년 Ⅳ 스포츠로 꽃피운 대한민국 (1981~2000)》. 대한체육회. 2020.
- 《대한민국 체육 100년 Ⅴ 스포츠강국을 넘어 선진국으로(2001~2020)》. 대한체육회. 2020.